# Oedipina stenopodia
Oedipina stenopodia é uma espécie de salamandra da família Plethodontidae.
É endémica da Guatemala.
Os seus habitats naturais são: regiões subtropicais ou tropicais húmidas de alta altitude, plantações  e jardins rurais.